# News α プラス
『News α プラス』（ニュースアルファー・プラス）は2024年4月13日よりフジテレビで毎週土曜日16時から16時30分に放送されている報道番組・教養番組である。

## 概要
本番組は平日深夜のFNNニュースの最終版である『FNN Live News α』からスピンオフした週末版で、特に経済の動向を中心に視聴者のプラスアルファにつながる話題をコンパクトにまとめつつ、知っておきたいトレンドや話題を特集コーナーで深堀していくというもので、レギュラー化に先駆け、2024年2月24日と、3月23日の16:30-17:00にパイロット版が生放送された。
司会はスピンオフ元の「FNN Live News α」の月-木曜の総合司会でもある堤礼実で、このほか、ニュースの内容によりその問題についての専門家をゲストコメンテーターとして迎える。

## 出演者
- 司会：堤礼実
- コメンテーター：
  - 渡辺広明（初出演：パイロット版1）
  - 石倉秀明（初出演：パイロット版2）
  - 長内厚（同上）
- ナレーター：目黒泉

## スタッフ
パイロット版
- プロデューサー：土門健太郎
- 総合演出：鈴木こうじ（ディータス）
- 編成：近藤篤正、森政貴

レギュラー版
- プロデューサー：土門健太郎
- 総合演出：鈴木こうじ（ディータス）
- 編成：村尾一樹